# Le Pecq
Le Pecq es una pequeña ciudad de Francia, de  16.318 habitantes (1999), situada en el departamento de Yvelines en la región de Isla de Francia. Sus habitantes son llamados Alpicoises.
Le Pecq se encuentra en un meandro del río Sena, a 19 km al oeste de París, a los pies del castillo de Saint-Germain-en-Laye. Su territorio se reparte a ambos lados del río, incluyendo la pequeña Isla de Corbière, monumento natural.

## Demografía
| 1 512 | 1 142 | 1 271 | 1 123 | 1 052 | 922 | 1 349 | 1 024 | 1 147 | 1 601 | 1 878 | 1 908 | 1 570 | 1 826 | 1 880 | 1 747 | 1 755 | 1 791 | 2 021 | 2 326 | 2 798 | 3 601 | 4 603 | 5 009 | 5 038 | 6 785 | 10 688 | 13 734 | 17 584 | 17 196 | 17 006 | 16 318 | 15 935 |
| Para los censos de 1962 a 1999 la población legal corresponde a la población sin duplicidades (Fuente: INSEE [Consultar]) |       |       |       |       |     |       |       |       |       |       |       |       |       |       |       |       |       |       |       |       |       |       |       |       |       |        |        |        |        |        |        |        |

## Ciudades hermanadas
- Aranjuez (España).
- Hennef (Alemania).
- Barnes (Reino Unido).